# Tulillo de Arriba
Tulillo de Arriba es una localidad del estado mexicano de Guanajuato. Es parte del municipio de San José Iturbide.

## Demografía
| Gráfica de evolución demográfica |
|                                  |

| Censo | Población |
| ----- | --------- |
| 1910  | 115       |
| 1921  | 130       |
| 1930  | 113       |
| 1940  | 115       |
| 1950  | 146       |
| 1960  | 169       |
| 1970  | 121       |
| 1980  | 306       |
| 1990  | 452       |
| 2000  | 641       |
| 2010  | 929       |
| 2020  | 1 231     |